# ペリェシャツ半島

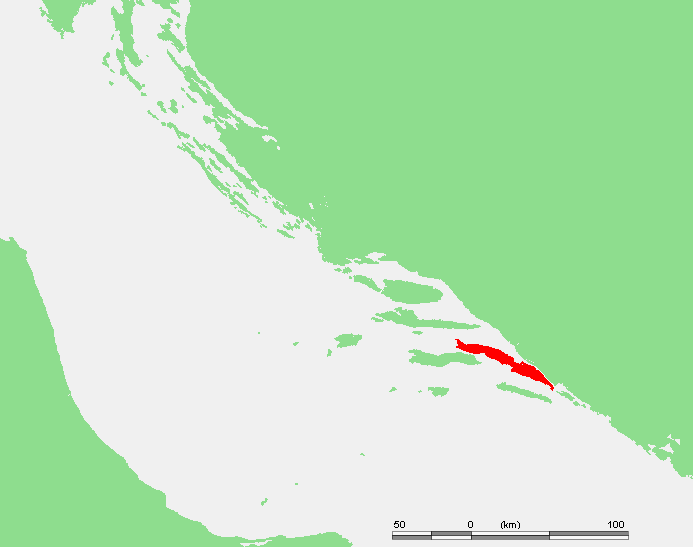
ペリェシャツ半島の位置

ペリェシャツ半島（ペリェシャツはんとう、Pelješac クロアチア語の発音：[pɛ̌ʎɛʃats]／地元のChakavian方言：Pelišac;イタリア語：Sabbioncello）は、クロアチア領ダルマチア南部にあるアドリア海に突き出た半島。ドゥブロヴニク＝ネレトヴァ郡の一部であり、クロアチアで2番目に大きい半島である。ストンから始まる峡谷からロビスタ岬まで、長さは65キロメートルに及ぶ。
ボスニア・ヘルツェゴヴィナがアドリア海沿岸に持つ唯一の領土ネウムを挟んでクロアチア本土から飛び地となっていたが、2022年7月26日に本土との間に橋が開通した（後述）。

## 由来
ペリェシャツという名前は、Orebićの町の丘の名前、Pelisacに由来しているとされる。 「ペリェシャツ」と呼ばれるようになったのは最近のことで、歴史を通して、Stonski Rat、Puncta Stagni、Ponta di Stagno、Sabbioncelloといった他の名前も使われてきた。

## 地理

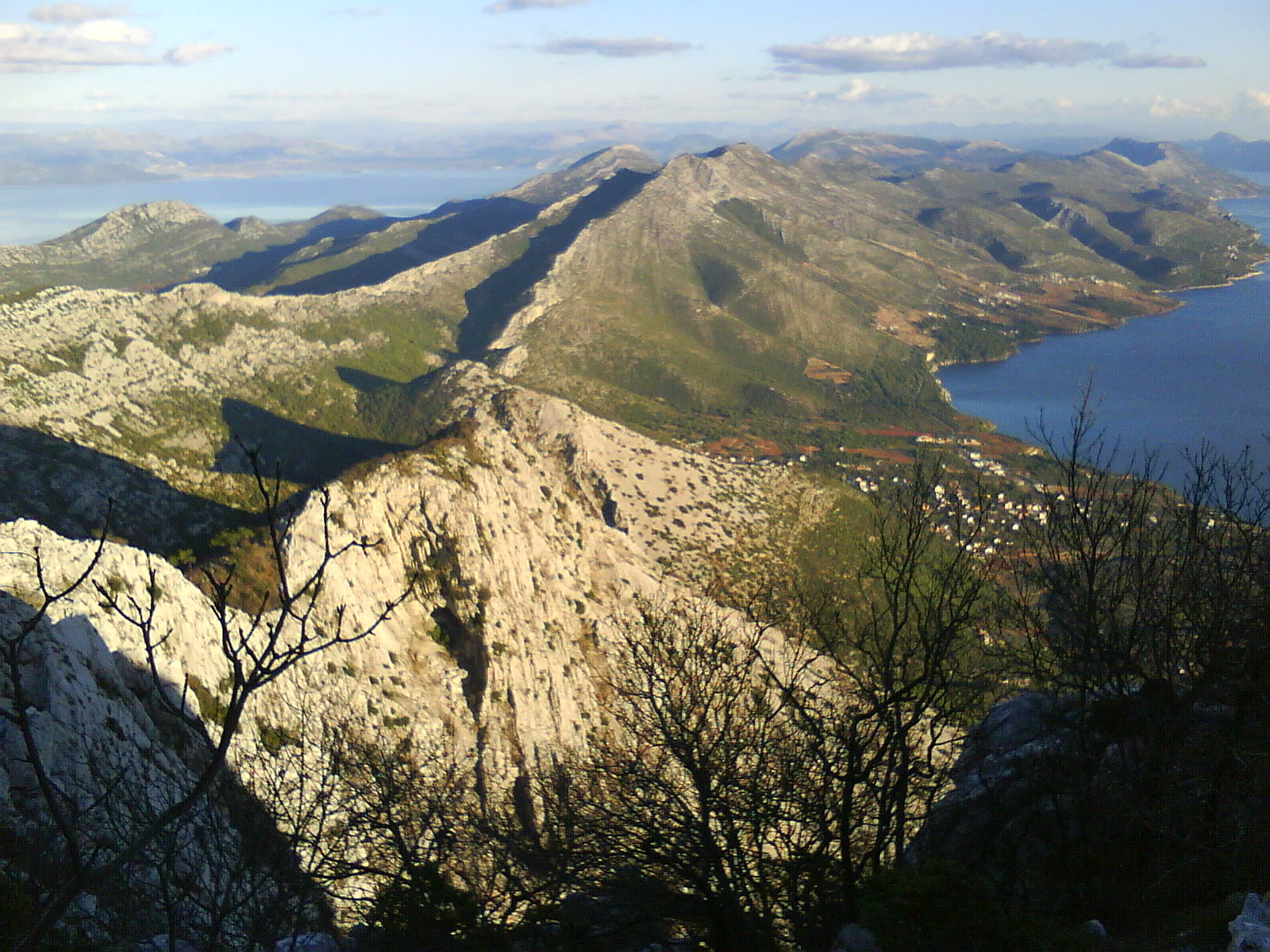
ペリェシャツ半島のカルスト地形

カルスト地形が広がる。半島の西部には、高さ961メートルの最高峰がある。
半島の南側にはクロアチア領のコルチュラ島とムリェト島が浮かぶ。

## 歴史

### 先史時代
ペリェシャツ半島で最も初期の知られている歴史的記録は古代ギリシアのものである。この地域は、イリュリア戦争後に共和政ローマのダルマチア地方の一部となった（紀元前220年から紀元前219年まで）。半島を含むアドリア海東岸はローマ帝国イリュリクム属州となり、6世紀にペリェシャツ半島は東ローマ帝国（ビザンチン）統治下に置かれた。

### 中世
6世紀と7世紀の民族移動時代、アバール人とスラヴ人はバルカン半島西部に到達し、ダルマチアの海岸に沿ってネレトヴァ川がアドリア海に入る地域の内部から支配権を握り、コトル湾へと侵入した。彼らが海岸に定住し始めると、地元の沿岸住民は島に追い出された。デ・アドフェンマント・インペリオ（960年ごろ）によると、この時代、ペリェシャツ半島はセルビア人の居住するザフムリェ（ザックルミア）の一部であった。
セルビアのステファン・ネマニャの兄弟であるMiroslav of Humはザフムリェ（Zahumlje）を持ち、ストンに首都を置いていた。ザフムリェはMiroslavljević家の代々の土地であった。1219年、セルビアの聖サワがストンにハムの君主国を設立した。やがて、セルビアの王のステファン・ネマニッチ（ステファン・ネマニャの息子）は土地の再分配を行い、ペタルの弟のアンドリヤにストンとペリエサックを譲渡した。
1325年1月22日、ステファン・ウロシュ3世デチャンスキは、ストン市とペリェシャツ半島の彼の海事所有物をラグサ共和国に売却するための文書を発行し、1333年にラグサ共和国に手渡された。

### 近代
ナポレオン・ボナパルトのフランス帝国は1806年に旧共和国を廃止してこの地域を占領し、イリュリア州を設置した。ナポレオン敗退後のウィーン体制ではオーストリア帝国領ダルマチア王国の一部となり、1867年にオーストリア＝ハンガリー帝国へ移行した後はツィスライタニエン（ハンガリー王冠領以外の帝国領）に含まれた。 
第一次世界大戦で敗戦国となったオーストリア＝ハンガリー帝国は崩壊し、バルカン半島西部にはユーゴスラビア王国が成立。第二次世界大戦での枢軸国によるユーゴスラビア侵攻・占領を経て、ユーゴスラビア社会主義連邦共和国ではクロアチア社会主義共和国に属した。ユーゴスラビア紛争による連邦解体後はクロアチア領土となった。

## 市町村
行政上、半島は以下の自治体に分かれている。
- オレビッチ、人口4,165人（2001年時点）

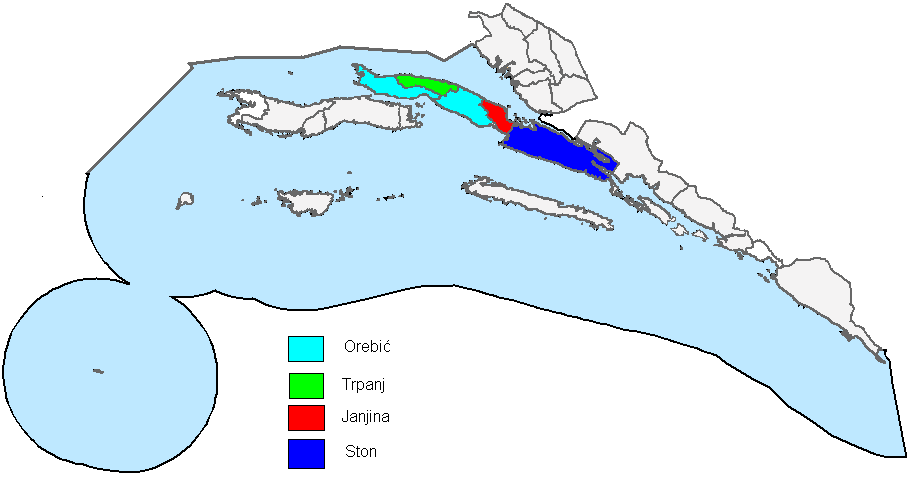
ペリェシャツ半島の市町村

- Trpanj、人口871人
- ジャンジーナ、人口593人
- ストン、人口2,605人

## 交通

### ペリェシャツ橋
クロアチア本土とドゥブロヴニクなど飛び地領土を陸路で結ぶため、ペリェシャツ半島と本土の間にペリェシャツ橋を架ける構想が1990年代からあった。しかし、資金的な問題に加え、ボスニア・ヘルツェゴビナがネウムに貨物港を建設した際に貨物船の高さが制限されることを懸念して反対し、延期が繰り返されていた。2013年のクロアチアの欧州連合（EU）加盟、2017年の欧州委員会による資金援助の承認を経て2018年に着工、2022年6月に開通が予定され、同年7月26日に開通式が行われた。中華人民共和国の中国路橋工程などによる共同事業体が建設し、全長2,400メートル、総工費5億2600万ユーロのうちEUが3億5700万ユーロを拠出した。

赤線がペリェシャツ橋建設予定地